# Szkoła Rudolfa Steinera
Zasugerowano, aby zintegrować ten artykuł z artykułem Pedagogika waldorfska. Nie opisano powodu propozycji integracji.
Szkoła Rudolfa Steinera, także: szkoła waldorfska (niem. die Freie Waldorfschule, ang. Rudolf Steiner School), szkoła steinerowska – w głównych założeniach rozwija umiejętności dzieci, stawiając na ich rozwój indywidualny w zgodzie z naturą.
Szkoły są częścią pełnego cyklu nauczania od przedszkola po szkołę średnią. W uczniach wspierają indywidualne osiągnięcia, zrównoważony rozwój umiejętności intelektualnych, artystycznych, praktycznych i społecznych.
Uczy się zdobywania indywidualnego sądu i umiejętności rozróżniania. Szkoły waldorfskie mają własny program nauczania niezależny od programów państwowych. Nie wyróżniają żadnego ze światopoglądów.

## Klasy i system nauczania
Klasa jest prowadzona przez tego samego nauczyciela-wychowawcę przez 6 lat (w Europie – 6 lat). W czasie lekcji głównej nauczyciel uczy dzieci w formie 4-tygodniowych cykli tematycznych, rozwijając zdolności odczuwania, wyostrzając zmysły poprzez uwrażliwienie na barwy, zapachy, nastroje i dźwięki w przyrodzie, unikając abstrakcji.
Na jednej lekcji dzieci uczą się pisania i czytania, liczenia, wiedzy o najbliższym otoczeniu, o języku ojczystym, matematyki i geometrii, geografii, historii, biologii, fizyki i chemii. Ma to odpowiednik w obecnie obowiązującym w Polsce państwowym systemie nauczania zintegrowanego. Nauczyciele-specjaliści uczą tylko języków obcych, zajęć praktycznych, muzyki i eurytmii, gimnastyki i religii. W szkole nie stosuje się w ogóle ocen cyfrowych. Od klasy 1 do 6 (8) obowiązuje ocena opisowa. Rodzice decydują o wyborze rodzaju lekcji religii dla dziecka. Na koniec szkoły uczeń pisze pracę dyplomową na wybrany temat.

## Zajęcia artystyczne
Zajęcia artystyczne są traktowane na równi z zajęciami z matematyki czy języka ojczystego. Odbywają się w 2-godzinnych blokach. Od 1 klasy dzieci uczą się grać na flecie lub lirze, grają w orkiestrach klasowych i szkolnych. Na zajęciach praktycznych robią na drutach, szydełku, haftują i szyją. Na plastyce poznają różne techniki tworzenia: malowanie, rysowanie, grafika, pracę w glinie i drewnie, ucząc się tworzenia obrazowego. Zamiast gotowych już przygotowanych szablonów do wypełniania tworzą własne prace z różnych materiałów wynikające z ich własnego indywidualnego przeżycia. Nie podlegają one ocenie jakościowej.

## Historia
Pierwsza szkoła tego typu powstała w Stuttgarcie (Niemcy) w 1919 roku. Założył ją Emil Molt, dyrektor fabryki papierosów Waldorf-Astoria, dla dzieci swoich pracowników. Poprowadzenie jej, przede wszystkim pod względem pedagogiczno-dydaktycznym, powierzył Rudolfowi Steinerowi.
Szkoły takie istnieją w większości krajów europejskich, a także w wielu krajach na świecie. Obecnie jest ich około tysiąca. Naucza się w nich zgodnie ze wskazaniami wynikającymi z antropozofii. Absolwentem takiej szkoły jest premier Norwegii Jens Stoltenberg, minister rządu Finlandii Peka Haavisto, aktorki i aktorzy Jennifer Aniston, Sandra Bullock, Rutger Hauer.

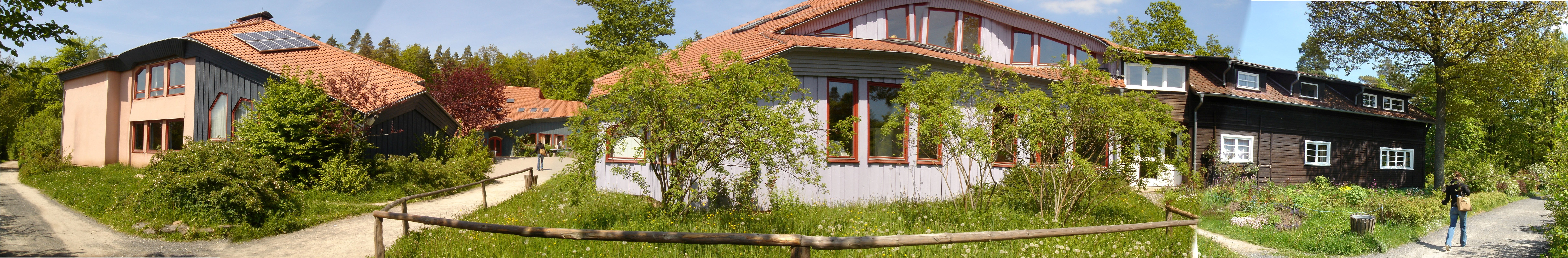
Szkoła waldorfska w Loheland

## Literatura
- Johannes Kiersch, Pedagogika waldorfska. Wprowadzenie do pedagogiki Rudolfa Steinera.
- Erans Carlger, Arne Klingborg, Wychowanie do wolności.
- Rudolf Steiner, Duchowe podstawy sztuki wychowania.
- Edmunds Francis, Pedagogika Rudolfa Steinera. Szkoły waldorfskie na świecie i w Polsce, „Spektrum”, 1996.